# 領事轄區

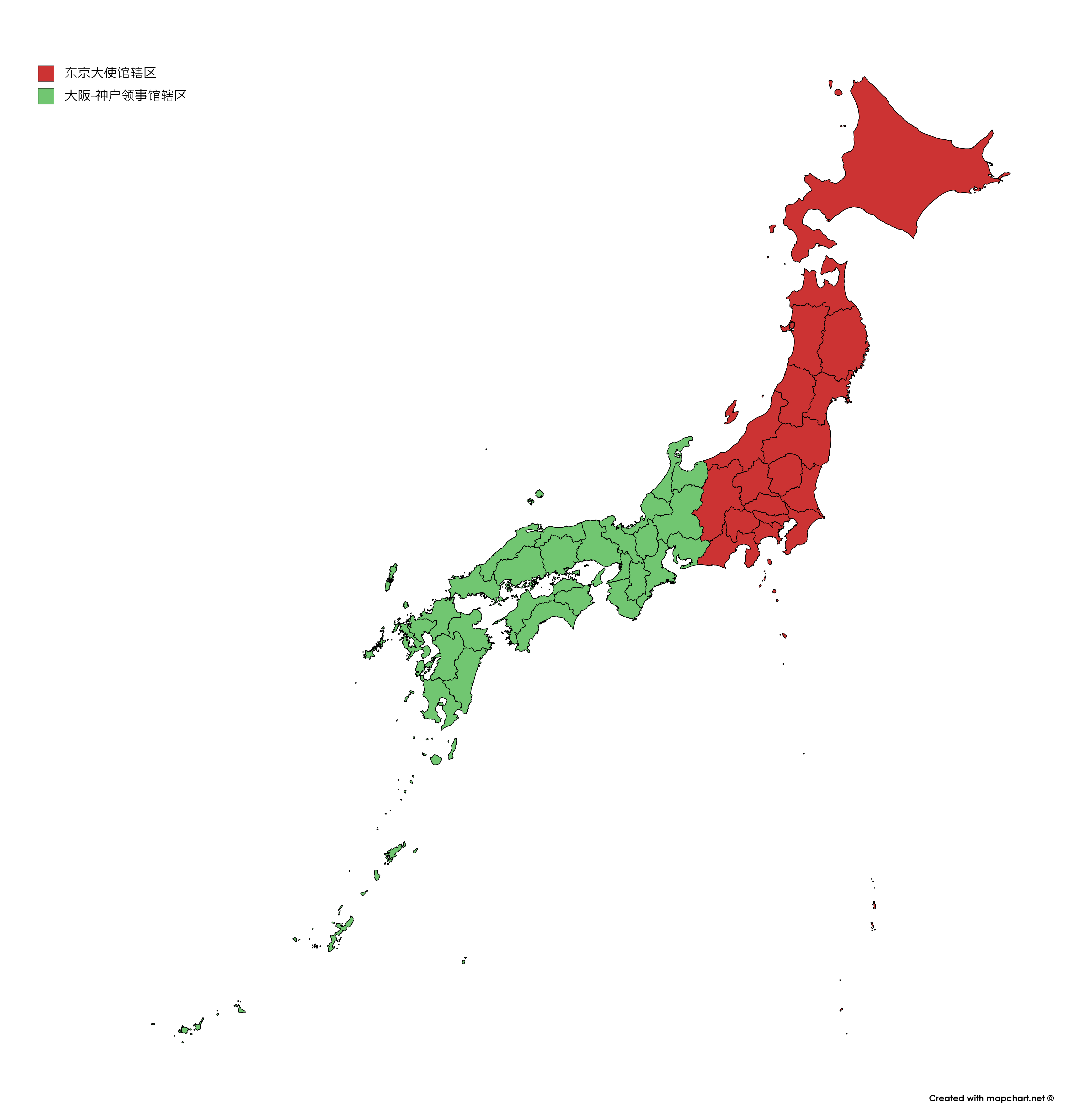
德國駐日大使館與轄下駐阪神總領事館領務轄區圖

領事轄區（英語：Consular district），又稱領館轄區、領務轄區、領區，據《維也納領事關係公約》第一條，定義為領事機構（領事館或大使館領事處）因執行館務職責所需，而在地主國境內劃設的區域。領區通常依據地主國當地的行政區劃分，若在規模較大的地主國內，派遣國可同時設立多座領事館，並分設多個領區。一般來說，總領事館（或大使館）管轄的領區範圍較大。領事轄區的劃設範圍須透過派遣國、地主國雙方進行設館談判時，經由協議決定。領事館設館後，以領區作為其政治、商務、領事服務等館務的負責區域，並以領區內的各座地方政府為業務往來對象。